# 甲陽史学会
甲陽史学会（こうようしがっかい）は、歴史研究の学術団体である。

## 沿革
甲陽史学会は、石造美術を専門とする田岡香逸、考古学者の高井悌三郎、日本近代史研究者の宮川秀一により1947年（昭和22年）に結成され、兵庫県を中心に調査、研究を行ってきた。田岡香逸の住まいが甲山の真南にあったこと、高井悌三郎、宮川秀一が甲陽学院中・高教諭であったことが名前の由来である。
加西市（現在）の一帯は飛鳥時代後期（白鳳期）の古代寺院が多くあり、この白鳳仏の調査が一つの結集核となっていた。歴史学者の脇田晴子が初期の頃から関係していた。
笠谷和比古、田辺征夫、東野治之、脇田晴子などの著名な歴史学者を輩出した。
重要遺跡などの調査、研究でメディアの注目を集めることも多く、1985年（昭和60年）の結成40周年の際には『”40歳”を祝う甲陽史学会』と題して毎日新聞で報道された。
現在は甲陽学院中学・高校の研究組織である。阪神間の歴史や地域学を中心に研究する。宇津保文庫の調査、六甲山麓遺跡調査、朝鮮半島にある倭城の研究などで業績を上げている。

## 活動
白鳳仏、伊丹廃寺、播磨古法華山石仏の発掘調査、研究など地域学の方面で業績を残してきた。現地調査や発掘調査の結果、兵庫県さらには国の文化財に指定されたものも少なくなく、加西市の古法華三尊石仏、野条廃寺跡、伊丹市の伊丹廃寺跡、氷上郡市島町の三ッ塚廃寺跡、小野市の広渡廃寺跡などが例として挙げられる。

## 出版物
- 『甲陽史学会研究報告』一～三
- 『甲陽史学』一～五
- 『甲陽文庫資料集』一～七
- 『兵庫県資料集影』一～四
- 『甲陽史学会彙報』一～四
- 『甲陽史学会著作目録』
- 『播磨古法華山石仏と繁昌天神森石仏』
- 『常陸台渡廃寺跡・下総結城八幡瓦窯跡』
- 『常陸富谷藥師台瓦窯址の調査』
- 『甲陽高等商業学校・甲陽工業専門学校校史資料集』
- 『甲陽学院所蔵旧「宇津保文庫」考古資料目録』